# Campeonato Sub-23 de la AFC 2018
El Campeonato Sub-23 de la AFC de 2018 fue la tercera edición de este torneo de fútbol a nivel de selecciones sub-23 organizado por la Confederación Asiática de Fútbol (AFC). El torneo se disputó en China del 18 al 27 de enero de 2018.

## Sedes
El torneo se celebró en cuatro estadios, todos ellos ubicados en la provincia de Jiangsu.
| Jiangsu                                | Jiangsu                     | Jiangsu             | Jiangsu             |
| Changzhou                              | Kunshan                     | Jiāngyīn            | Changshu            |
| -------------------------------------- | --------------------------- | ------------------- | ------------------- |
| Centro Deportivo Olímpico de Changzhou | Centro Deportivo de Kunshan | Estadio de Jiāngyīn | Estadio de Changshu |
| Aforo: 38.000                          | Aforo: 25.000               | Aforo: 32.000       | Aforo: 35.000       |
|                                        |                             |                     |                     |

## Clasificación

### Selecciones participantes
| Selecciones participantes | Selecciones participantes | Selecciones participantes | Selecciones participantes |
| ------------------------- | ------------------------- | ------------------------- | ------------------------- |
| Arabia Saudita            | Corea del Sur             | Jordania                  | Siria                     |
| Australia                 | China                     | Malasia                   | Tailandia                 |
| Catar                     | Irak                      | Omán                      | Uzbekistán                |
| Corea del Norte           | Japón                     | Palestina                 | Vietnam                   |

## Árbitros Oficiales
Un total de 24 árbitros centrales fueron seleccionados.
Árbitros
| - Chris Beath - Peter Green - Nawaf Shukralla - Fu Ming - Ma Ning | - Liu Kwok Man - Alireza Faghani - Ali Sabah - Mohanad Qasim Eesee Sarray - Ryuji Sato | - Jumpei Iida - Adham Makhadmeh - Kim Dong-jin - Ko Hyung-jin - Ahmed Al-Kaf | - Abdulrahman Al-Jassim - Khamis Al-Marri - Fahad Al-Mirdasi - Turki Al-Khudhayr - Muhammad Taqi | - Hettikamkanamge Perera - Mohammed Abdulla Hassan Mohamed - Ravshan Irmatov - Valentin Kovalenko |

## Fase de grupos
Los dos primeros de cada grupo avanzan a cuartos de final.

### Grupo A
| Equipo     | Pts | PJ | PG | PE | PP | GF | GC | Dif |
| ---------- | --- | -- | -- | -- | -- | -- | -- | --- |
| Catar      | 9   | 3  | 3  | 0  | 0  | 4  | 1  | 3   |
| Uzbekistán | 6   | 3  | 2  | 0  | 1  | 2  | 1  | 1   |
| China      | 3   | 3  | 1  | 0  | 2  | 4  | 3  | 1   |
| Omán       | 0   | 3  | 0  | 0  | 3  | 0  | 5  | -5  |

### Grupo B
| Equipo          | Pts | PJ | PG | PE | PP | GF | GC | Dif |
| --------------- | --- | -- | -- | -- | -- | -- | -- | --- |
| Japón           | 9   | 3  | 3  | 0  | 0  | 5  | 1  | 4   |
| Palestina       | 4   | 3  | 1  | 1  | 1  | 6  | 3  | 3   |
| Corea del Norte | 4   | 3  | 1  | 1  | 1  | 3  | 4  | -1  |
| Siria           | 0   | 3  | 0  | 0  | 3  | 1  | 7  | -6  |

### Grupo C
| Equipo         | Pts | PJ | PG | PE | PP | GF | GC | Dif |
| -------------- | --- | -- | -- | -- | -- | -- | -- | --- |
| Irak           | 7   | 3  | 2  | 1  | 0  | 5  | 1  | 4   |
| Malasia        | 4   | 3  | 1  | 1  | 1  | 3  | 5  | -2  |
| Jordania       | 2   | 3  | 0  | 2  | 1  | 3  | 4  | -1  |
| Arabia Saudita | 2   | 3  | 0  | 2  | 1  | 2  | 3  | -1  |

### Grupo D
| Equipo        | Pts | PJ | PG | PE | PP | GF | GC | Dif |
| ------------- | --- | -- | -- | -- | -- | -- | -- | --- |
| Corea del Sur | 7   | 3  | 2  | 1  | 0  | 5  | 3  | 2   |
| Vietnam       | 4   | 3  | 1  | 1  | 1  | 2  | 2  | 0   |
| Australia     | 3   | 3  | 1  | 0  | 2  | 5  | 5  | 0   |
| Siria         | 2   | 3  | 0  | 2  | 1  | 1  | 3  | -2  |

## Ronda final
|  | Cuartos de final | Cuartos de final |                   |                   | Semifinales | Semifinales |       |              | Final         | Final |  |
|  |                  |                  |                   |                   |             |             |       |              |               |       |  |
|  |                  |                  |                   |                   |             |             |       |              |               |       |  |
|  | Catar            | 3                |                   |                   |             |             |       |              |               |       |  |
|  | Catar            | 3                |                   |                   |             |             |       |              |               |       |  |
|  | Palestina        | 2                |                   |                   |             |             |       |              |               |       |  |
|  | Palestina        | 2                |                   | Catar             | 2 (3)       |             |       |              |               |       |  |
|  |                  |                  |                   | Catar             | 2 (3)       |             |       |              |               |       |  |
|  |                  |                  | Vietnam (p.)      | 2 (4)             |             |             |       |              |               |       |  |
|  | Irak             | 3 (3)            | Vietnam (p.)      | 2 (4)             |             |             |       |              |               |       |  |
|  | Irak             | 3 (3)            |                   |                   |             |             |       |              |               |       |  |
|  | Vietnam (p.)     | 3 (5)            |                   |                   |             |             |       |              |               |       |  |
|  | Vietnam (p.)     | 3 (5)            |                   |                   |             |             |       | Vietnam      | 1             |       |  |
|  |                  |                  |                   |                   |             |             |       | Vietnam      | 1             |       |  |
|  |                  |                  | Uzbekistán (t.s.) | 2                 |             |             |       |              |               |       |  |
|  | Japón            | 0                | Uzbekistán (t.s.) | 2                 |             |             |       |              |               |       |  |
|  | Japón            | 0                |                   |                   |             |             |       |              |               |       |  |
|  | Uzbekistán       | 4                |                   |                   |             |             |       |              |               |       |  |
|  | Uzbekistán       | 4                |                   | Uzbekistán (t.s.) | 4           |             |       | Tercer lugar | Tercer lugar  |       |  |
|  |                  |                  |                   | Uzbekistán (t.s.) | 4           |             |       | Tercer lugar | Tercer lugar  |       |  |
|  |                  |                  | Corea del Sur     | 1                 |             |             |       |              |               |       |  |
|  | Corea del Sur    | 2                | Corea del Sur     | 1                 |             |             | Catar | 1            |               |       |  |
|  | Corea del Sur    | 2                |                   |                   |             |             | Catar | 1            |               |       |  |
|  | Malasia          | 1                |                   |                   |             |             |       |              | Corea del Sur | 0     |  |
|  | Malasia          | 1                |                   |                   |             |             |       |              | Corea del Sur | 0     |  |
|  |                  |                  |                   |                   |             |             |       |              |               |       |  |

### Tercer puesto
| 26 de enero de 2018, 16:00 | Catar    | 1:0 (1:0) | Corea del Sur | Centro Deportivo de Kunshan, Kunshan                     |                                                          |
|                            | Afif 39' | Reporte   |               | Asistencia: 168 espectadores Árbitro(s): Adham Makhadmeh | Asistencia: 168 espectadores Árbitro(s): Adham Makhadmeh |

### Final
| 27 de enero de 2018, 16:00 | Vietnam              | 1:2 (1:1, 1:1) (t. s.) | Uzbekistán                   | Centro Deportivo Olímpico de Changzhou, Changzhou       |                                                         |
|                            | Nguyễn Quang Hải 41' | Reporte                | Ashurmatov 8' · Sidorov 120' | Asistencia: 6.200 espectadores Árbitro(s): Ahmed Al-Kaf | Asistencia: 6.200 espectadores Árbitro(s): Ahmed Al-Kaf |

|                                |
|                                |
| Campeón Uzbekistán 1.er título |